# Margerine Eclipse
Albums de Stereolab
ABC Music : The Radio 1 Sessions
(2002) Oscillons from the Anti-Sun
(2005)
Margerine Eclipse est le huitième album de Stereolab, sorti en février 2004.
La chanson Feel and Triple est un hommage à Mary Hansen, ancienne membre du groupe décédée en 2002.

## Liste des titres
1. Vonal Declosion – 3:34
2. Need to Be – 4:50
3. "...Sudden Stars" – 4:41
4. Cosmic Country Noir – 4:47
5. La Demeure – 4:36
6. Margerine Rock – 2:56
7. The Man with 100 Cells – 3:47
8. Margerine Melodie – 6:19
9. Hillbilly Motobike – 2:23
10. Feel and Triple – 4:53
11. Bop Scotch – 3:59
12. Dear Marge – 6:56